# Bioley-Magnoux
Bioley-Magnoux är en ort och kommun i distriktet Jura-Nord vaudois i kantonen Vaud, Schweiz. Kommunen har 252 invånare (2023).